# Pleurolidiidae
Pleurolidiidae Burn, 1966 è una famiglia di molluschi nudibranchi della superfamiglia Aeolidioidea.

## Tassonomia
La famiglia comprende due generi, entrambi monospecifici:
- Pleurolidia Burn, 1966
  - Pleurolidia juliae Burn, 1966
- Protaeolidiella Baba, 1955
  - Protaeolidiella atra Baba, 1955